# Термінал ЗПГ Мехільйонес
Термінал ЗПГ Мехільйонес – інфраструктурний об`єкт для прийому та регазифікації зрідженого природного газу, споруджений на півночі Чилі у регіоні II (Антофагаста).
В кінці 1990-х почалась реалізація одразу кількох проектів газопроводів з Аргентини до Чилі, два з яких (NorAndino та Gasoducto Atacama) постачали блакитне паливо на північ останньої до регіону II. Під ці проекти почали розвивати розподільчі мережі та зводити електрогенеруючі потужності. Проте  внаслідок газової кризи 2004 року Аргентина практично припинила поставки в інші країни. Чилійці ж знайшли вихід у створенні інфраструктури поставок зрідженого природного газу.
Для північного регіону реалізували проект терміналу ЗПГ в Мехільйонес, спорудження якого почалось у 2007 році. Як і в іншого чилійського терміналу Квінтеро, воно мало особливості, пов`язані з початком роботи ще до моменту готовності всіх об’єктів. У випадку з Мехільйонес це означало використання з 2010 (прийом перших партій ЗПГ) по початок 2014 року плавучого сховища, яким був поставлений на довготривалу стоянку газовий танкер вантажоємністю 162400 м3. Із спорудженням стаціонарного резервуара обсягом зберігання 187000 м3 плавуче сховище демобілізували. Враховуючи необхідність розміщення тимчасового сховища, причал терміналу, виконаний у вигляді естакади довжиною 620 метрів, був здатен забезпечити швартовку одразу двох газових танкерів. 
Потужність терміналу  Мехільйонес становить 5,5 млн.м3 регазифікованої продукції на добу. Окрім відпуску до газотранспортної мережі, з 2015 року з`явилась можливість перевалки ЗПГ у автоцистерни. 
Проект реалізували в партнерстві 50/50 французька Suez Energy International (GDF Suez) та місцева гірничорудна компанія Codelco. Основними покупцями газу, який спрямовувався на виробництво електроенергії, стала сама Codelco та інші гірничі компані, зокрема BHPB (рудник Ескондіда), Collahuasi, El Abra.